# 심시티 (2013년 비디오 게임)
《심시티》(SimCity)는 맥시스가 개발한 온라인 도시 건설 및 계획 시뮬레이션 게임이다.
2012년 2월 16일 EA의 고위간부인 에릭 레이놀즈(Erik Reynolds)는 자신의 트위터에 EA가 곧 막대한 게임을 공개할 것이라고 언급하면서, 심시티의 출시가 예상되기 시작했다. 2월 27일에는 짐도(Jimdo)라는 스페인의 게임 커뮤니티에서 심시티 5의 개발소식을 전했고, 이 소식을 독일의 게임 잡지인 게임스타(Gamestar)지가 인용해 보도하면서 심시티 5의 개발 및 출시에 대한 소식이 급속히 전파되었다.

## 기능
심시티에 새로 추가된 기능으로는 유선형 도로, 멀티 플레이어 모드, 업데이트가 가능한 건물 시스템, 실체적인 생활 권역을 보이는 심들의 행동 등이 있다. 또한 자체 최신 게임 엔진인 글래스박스(Glass box)를 탑재했다.

## 제품
| 이름                   | 출시일           | Includes |
| ---------------------- | ---------------- | --- |
| 심시티                 | 2013년 3월 5일   | 심시티 기본 게임, 플럼밥 공원                                                                                       |
| 심시티 리미티드 에디션 | 2013년 3월 5일   | 심시티 기본 게임 , 플럼밥 공원, 영웅과 악당 세트                                                                    |
| 심시티 디지털 디럭스   | 2013년 3월 5일   | 심시티 기본 게임, 플럼밥 공원, 영웅과 악당 세트, 영국 도시 세트, 프랑스 도시 세트, 독일 도시 세트                   |
| 심시티 컬렉터스 에디션 | 2013년 3월 5일   | 심시티 기본 게임이 포함되어 있는 DVD, 영웅과 악당 세트, 프랑스 도시 세트, 마우스패드, 아우터오카드                  |
| 심시티 플러스 에디션   | 2013년 11월 12일 | 심시티 기본 게임, 심시티: 미래도시                                                                                  |
| 심시티 컴플리트 에디션 | 2014년11월14일   | 심시티 게임,플럼밥공원,미래도시 확장팩,프랑스 도시 세트,영국 도시 세트,독일 도시 세트,영웅과악당 세트,놀이공원 세트 |

## 확장팩과 아이템팩

### 확장팩

#### 심시티: 미래도시
심시티의 첫 확장팩으로 2013년 11월 12일에 출시되었고, 건물이 미래지향적으로 변하고 새로운 미래건축물이 추가된다. 그리고 자기부상열차도 추가된다. 미래도시는 메가타워, 학술원(컨트롤넷), 오메가코퍼레이션으로 나뉘어 있으며 메가타워는 두 종류로 나뉜다. 메가타워는 일반 메가타워와 엘리트 메가타워로 나뉘며 일반메가타워는 서민층과 중산층 위주로 나뉘고 스카이 롤러코스터 크라운을 건설할 수 있다(예약구매X). 엘리트메가타워는 중산층과 상류층 위주이며 일반 메가타워보다 향상되어있다(크라운, 서비스층). 그리고 메가타워끼리 구름다리를 학술원에서 연구하여 서로 전기, 물, 하수를 주고받을 수 있으며 메가타워간 이동을 향상시킨다. 그리고 서비스층 일부와 크라운 일부는 컨트롤넷이나 드론이 필요하다. 학술원은 컨트롤넷이라는 전파를 보내 친환경건물에 주로 사용되거나(증폭기, 핵융합발전소 등) 메가타워 일부 층에 사용되기도 한다. 주로 상류층이 필요하며 건물을 지을 경우 행복도가 올라간다. 그리고 기술을 연구하면 기술레벨이 상승하고 컨트롤넷 기지를 지어서 더욱 더 많은 컨트롤넷 생산이 가능하다. 오메가코코퍼레이션은 초반에 공업과 상업에 주로 영향을 끼치며 오메가코퍼레이션의 오메가는 광물과 원유가 필요하다. 오메가코는 공업이나 상업건물에 상품을 배달하여 회비를 걷어서 도시의 월 수입에 엄청난 부를 가져다준다. 그리고 드론은 쇼핑드론과 의료, 치안, 소방드론으로 나뉘는데 쇼핑드론은 주거에 배달되며 골드회원이 될 경우 2배의 수입을 가져다준다. 단 도시의 오염이 심각해지며 다른도시에 오메가를 보낼 경우 다른 도시의 공업이 부진하기도 한다.

### 애드온

#### 프랑스 도시 세트
프랑스 도시 세트는 랜드마크 '에펠탑'과 기존 경찰서보다 범죄자가 더 빨리 갱생되는 '프랑스 경찰서'가 추가되고, 에펠탑 건설시, 주변 건물이 프랑스풍으로 변한다.

#### 영국 도시 세트
영국 도시 세트는 랜드마크 '빅벤'이 추가되고, 빅벤 건설시, 주변 건물이 영국풍으로 변한다. 또한 일반 버스보다 수용량이 많은 2층 버스가 추가된다.

#### 독일 도시 세트
독일 도시 세트는 랜드마크 '브란덴부르크 문'이 추가되고, 새로운 고속기차와 브란덴부르크를 건설시 주변 건물이 독일풍으로 변한다.

#### 비행선 세트
비행선 세트는 새로운 교통수단인 '비행선'과 '열기구'가 추가된다. 관광객이나 근로자 등 도시에 진입, 진출하려는 '심'들이 모두 쓸 수 있으며, 도로 정체를 어느 정도 감소시킨다.

#### 놀이공원 세트
대공원 입구, 빠른 놀이기구, 타는 놀이기구, 친숙한 놀이기구, 매점 등 놀이공원에 적합한 건물이 추가된 팩이다.

#### 100% 전기자동차 Nissan Leaf
100% 전기자동차 Nissan Leaf의 전기충전소가 들어있는 팩이다. 가격은 무료이며, 도시에 전기 자동차 충전소가 추가되며, 주민의 행복도가 약간 상승한다. 그러나 큰 변화는 없다.

#### Progressive 보험
'소방'메뉴에 Progressive 보험사가 추가된다. Progressive 보험사는 도시의 건물들이 보험에 가입하게 하여 재난이 발생해서 피해를 입었을 때 보상을 받을 수 있게 하며, 상점의 역할도 수행한다. 현재는 계약 만료로 인해 다운받을 수 없다(기존 유저들은 이용 가능).

#### 행운의 로마 카지노 세트
카지노 메뉴에 로마카지노가 추가됐으며 콘서트 홀을 세울수 있다 행운의 로마카지노는 트레일러에서도 보여줬었으며 락된것을 DLC로 푼것이다.현재는 다운로드가 안되는걸로 안다.

## 개발
새 심시티는 심시티 소사이어티와 달리 맥시스에서 직접 제작하였다. 2012년 3월 6일 미국에서 열리는 EA 개발자 총회(2012 Game Developers Conference; 2012 GDC)에서 공개되었고, 2013년 3월 5일에 정식 발매(대한민국 기준)하였다.

## 반응

### 논란
심시티가 엄청난 인기를 끌며 서버가 폭주하자 심시티 기획장 킵 카트사렐리스가 페이스북에 튕김, 버그 현상에 대해 죄송하다는 말씀과 24시간 전담 팀을 꾸려 버그, 튕김 현상 90%를 제거하였다고 송구와 감사의 말을 올리는 해프닝이 일어났다. 그리고 심시티의 한국어 페이스북에 한 사용자가 아시아 서버 개설을 건의하자 페이스북 관리자가 아시아에는 불법 복제 사용자가 많아 힘들 것 같다고 했으며, 한국 이용자들이 그게 무슨 관련이 있냐며 정품 사용자들을 무시하지 말라고 항의하여, 결국 페이스북 관리자는 관리자를 교체하겠다며 사과하였다. 또한 심시티는 출시와 동시에 포털사이트 인기 검색어 순위 1위에 오르기도 했다. 현재는 심시티의 서버는 안정적인 상태이며, 많은 업데이트로 게임이 어느 정도 안정되었다.